# 29 Batalion Straży Granicznej
29 Batalion Straży Granicznej – jednostka organizacyjna Straży Granicznej w II Rzeczypospolitej.

## Formowanie i zmiany organizacyjne
Wykonując postanowienia uchwały Rady Ministrów z 23 maja 1922 roku, Minister Spraw Wewnętrznych rozkazem z 9 listopada 1922 roku zmienił nazwę „Bataliony Celne” na „Straż Graniczną”. Wprowadził jednocześnie w formacji nową organizację wewnętrzną. 29 batalion celny przemianowany został na 29 batalion Straży Granicznej.
29 batalion Straży Granicznej funkcjonował w strukturze Komendy Powiatowej Straży Granicznej w Nieświeżu, a jego dowództwo stacjonowało w Korcu. W skład batalionu wchodziły cztery kompanie strzeleckie oraz jedna kompania karabinów maszynowych w liczbie 3 plutonów po 2 karabiny maszynowe na pluton. Dowódca batalionu posiadał uprawnienia dyscyplinarne dowódcy pułku. Cały skład osobowy batalionu obejmował etatowo 614 żołnierzy, w tym 14 oficerów.
W 1923 roku batalion przekazał swój odcinek oddziałom Policji Państwowej i został rozwiązany.

## Służba graniczna
W październiku 1922 roku 37 baon SG obsadził swoimi żołnierzami placówkę 29 baonu SG. Zmiana podporządkowania placówki podyktowana była eksterytorialnością placówki.
Na początku 1923 roku batalion ochraniał odcinek graniczny długości 24,5 km. Jego poszczególne komendy kompanijne ochraniały odpowiednio: lewoskrzydłowa–8,5 km; środkowa–7 km; prawoskrzydłowa–9 km. 3 kompania była na rezerwie. 16 lutego dowódca 3 kompanii otrzymał rozkaz zluzowania kompanii ckm w Cyckowiczach. Tam też rozwinąć się miał sztab kompanii. Zwolniona ze służby granicznej kompania ckm przeszła do odwodu i ześrodkowała się w Radziwiłmontach. Dowódcy kompanii ckm podporządkowano znajdującą się w miejscowości szkołę podoficerską, areszt batalionowy i świetlicę.
Wydarzenia
- 10 stycznia 1923 roku odbyła się konferencja dowódcy 29 baonu SG por. Meyera i dowódcy 37 baonu SG. Gospodarzem był dowódca 3/37 baonu SG por. Mikołaj Buśkiewicz. Celem konferencji było określenie współdziałania w zwalczaniu tzw. „bandy Muchy”. Ustalono działania poszczególnych pododdziałów w przypadku przerwania granicy na skrzydłach obu batalionów[10]. Efektem ustaleń było opracowanie specjalnej instrukcji zawierającej zadania dla poszczególnych kompanii[11].

## Dowódca batalionu
- p.o. por. Zygmunt Meyer - był 20 III 1923[12].

## Struktura organizacyjna
| Ordre de Bataille 29 batalionu SG w Klecku w styczniu 1923 | Ordre de Bataille 29 batalionu SG w Klecku w styczniu 1923 | Ordre de Bataille 29 batalionu SG w Klecku w styczniu 1923 | Ordre de Bataille 29 batalionu SG w Klecku w styczniu 1923 | Ordre de Bataille 29 batalionu SG w Klecku w styczniu 1923 |
| kompanie                                                   | (L.) Ciekałowszczyzna (1kgr)                               | (P.) Jodczyce (2kgr)                                       | 3 kgr                                                      | (Ś.) Cyckowicze (kckm i 4 kgr)                             |
| ---------------------------------------------------------- | ---------------------------------------------------------- | ---------------------------------------------------------- | ---------------------------------------------------------- | ---------------------------------------------------------- |
| placówki                                                   | Nr 17 Łozowicze                                            | Nr 7 Wielka Bałwań                                         |                                                            | Nr 12 Cyckowicze                                           |
| placówki                                                   | Nr 16 Łozowicze                                            | Nr 6 Wielka Bałwań                                         |                                                            | Nr 11 Matusze                                              |
| placówki                                                   | Nr 15 Marysin                                              | Nr 5 Justyń?                                               |                                                            | Nr 10 Kukory                                               |
| placówki                                                   | Nr 14 Smolicze                                             | Nr 4 Jodczyce                                              |                                                            | Nr 9 Kasiuty                                               |
| placówki                                                   | Nr 13 Smolicze                                             | Nr 3 Jodczyce                                              |                                                            | Nr 8 Korzeniowszczyzna                                     |
| placówki                                                   | Nr 2 Ciechowa(iec)                                         |                                                            |                                                            |                                                            |
| placówki                                                   | Nr 1 Ciecierowiec                                          |                                                            |                                                            |                                                            |